# 김재주
김재주(金載周, 1936년 11월 2일~2025년 1월 3일)는 대한민국의 통계학자이다. 대학 교재 일반통계학 및 현대통계학을 저술하였다. 서울대학교 산업공학과의 공동 창립자이다. 현재 서울대학교 자연과학대학 계산통계학과 명예교수이다.
상품 고장률을 현저하게 줄이는 신뢰성공학과 신뢰성이론 그리고 6시그마 이론을 대한민국 품질관리에 도입하였다. 한국전쟁 이후 공군사관학교 예비역 중위출신 교수로, 각 산업체와 대학에 40년간 품질경영관련 강연을 하였으며, 품질경영학회 회장을 지낸바 있다. 그 공로로 1989년 국민훈장 석류장을 수훈하였다.

## 수상
- 한국 품질경영학회 공로표창 (국무총리 최규하)
- 국민훈장 석류장 (대통령 노태우)
- 대통령 훈장 황조근정훈장 (대통령 김대중)